# Пандосия (Бруттий)
Пандосия (греч. Πανδοσία) — древний город в Бруттии (ныне Калабрия), Италия.

## История
Согласно Страбону, изначально Пандосия считалась резиденцией энотрийских царей. Вероятно, что позже город превратился в греческую колонию. Так, Скилак Кариандский упоминает Пандосию в числе других греческих городов в этой части Италии, а Скимн Хиосский, хоть и с меньшей уверенностью, также признает этот факт (Scyl. p. 4. § 12; Scymn. Ch. 326.). Считается, что в период могущества Кротоны Пандосия находилась в её подчинении, и после Пандосия уже не упоминалась среди городов Великой Греции.
В последующем она встречается в источниках как крепость, возле которой в 331 году до н. э. погиб в битве против луканов Александр I Молосский, царь Эпира. Царь был предупрежден Додонским оракулом избегать Пандосии. Однако он решил, что речь идёт об одноимённом городе в Эпире, который располагался на берегу реки Ахеронт, и не знал о существовании города и реки с подобными названиями в Италии. Из-за аналогичного названия Пандосию в Бруттии часто путают с Пандосией в Лукании, и некоторые авторы даже полагают, что именно второй город являлся местом гибели Александра I Молосского. Так, например, Феопомп (ap. Plin. iii. 11. s. 15), описывая эти события, говорит о Пандосии как о городе Лукании, однако это ошибка. Сведения Тита Ливия и Страбона не оставляют сомнений в том, что Александр Эпирский погиб именно в Пандосии в Бруттии.
Позже Пандосия упоминается Титом Ливием в связи со Второй Пунической войной как город Бруттия, который добровольно сдался Публию Семпронию в 204 году до н. э.

## Местоположение города
Существует большая сложность в точном определении местоположения Пандосии. Согласно Титу Ливию, Пандосия располагалась недалеко от границы Бруттия и Лукании (ныне Базиликата). Страбон сообщает, что город располагалась в Бруттии, немного выше Косенции (современная Козенца), и описывает его как сильную крепость, расположенную на холме с тремя вершинами. Река Ахеронт, очевидно, была незначительной, и это название более нигде не встречается, а потому не поддается идентификации.